# Ptychodesthes gratiosa
Ptychodesthes gratiosa är en skalbaggsart som beskrevs av César Marie Félix Ancey 1881. Ptychodesthes gratiosa ingår i släktet Ptychodesthes och familjen Cetoniidae. Inga underarter finns listade i Catalogue of Life.